# Javier Patiño
Pour les articles homonymes, voir Patiño (homonymie).
Javier Patiño, né le 14 février 1988 à San Sebastián de los Reyes en Espagne, est un footballeur international philippin d'origine espagnole. Il évolue actuellement au poste d'attaquant avec le club de Ratchaburi Mitr Phol.

## Biographie

### Sélection
Javier Patiño est convoqué pour la première fois par le sélectionneur national Michael Weiß  pour un match des éliminatoires de l'AFC Challenge Cup 2014 face au Cambodge le 24 mars 2013. Il se distingue en marquant un doublé.

## Statistiques

### Buts en sélection
Le tableau suivant liste les résultats de tous les buts inscrits par Javier Patiño avec l'équipe des Philippines.
| But | Date         | Stade, ville, pays                         | Adversaire | Résultat | Match, compétition                   |
| --- | ------------ | ------------------------------------------ | ---------- | -------- | ------------------------------------ |
| 1er | 24 mars 2012 | Stade Rizal Memorial, Manille, Philippines | Cambodge   | V 8-0    | Éliminatoires AFC Challenge Cup 2014 |
| 2e  | 24 mars 2012 | Stade Rizal Memorial, Manille, Philippines | Cambodge   | V 8-0    | Éliminatoires AFC Challenge Cup 2014 |